# Flashdance
Flashdance è un film statunitense del 1983, diretto da Adrian Lyne.
La pellicola, scritta da Thomas Hedley e Joe Eszterhas, lanciò la protagonista Jennifer Beals, all'epoca ventenne, e fece conoscere al grande pubblico il regista britannico.

## Trama
La diciottenne Alex Owens lavora come saldatrice di giorno e come ballerina in un locale notturno, coltivando il sogno di entrare all'Accademia di Danza di Pittsburgh. Si allena senza sosta, ma quando si reca alla scuola per partecipare a un'audizione si fa prendere dallo scoraggiamento e rinuncia. Una notte nel locale dove si esibisce incontra Nick Hurley, suo capo in fabbrica. I due si piacciono, ma Alex non ritiene corretto iniziare una relazione con il proprio capo.
Nei giorni successivi un equivoco personaggio, Johnny C., cerca di convincere Alex e la sua amica Jeanie ad andare a lavorare nel suo strip club. Le ragazze rifiutano, ma solo l'intervento di Nick farà desistere Johnny C., ormai passato alle minacce. Così Alex inizia a frequentare Nick e di lì a breve i due si trovano legati in un'appassionata storia d'amore.
Nel frattempo Alex apprende di essere stata ammessa a un'audizione dell'Accademia di Danza; ma questo grazie a una raccomandazione di Nick. Tra mille dubbi si presenta al provino. Anche se l'emozione le fa sbagliare il primo passo, con coraggio ricomincia e si lancia nella sua trascinante coreografia: un perfetto insieme di danza classica, moderna e breakdance (vista fare per le strade di Pittsburgh), che le permette di conseguire l'ammissione. La ragazza esce correndo gioiosamente dal Conservatorio, per trovare Nick e il cane Grunt che la aspettano con un mazzo di rose.

## Produzione
La protagonista Jennifer Beals aveva ben quattro controfigure che la sostituivano durante le scene di ballo; una di queste controfigure (nella breve scena di breakdance del balletto d'audizione) era in realtà un uomo, il ballerino di origine portoricana Richard Colòn, più noto con il nome d'arte Crazy Legs. La notizia è stata confermata da Michael Sembello durante una puntata di Matricole & Meteore. La sua controfigura principale per le scene di ballo è stata l'attrice e ballerina francese Marine Jahan. L'inquadratura in cui Alex si slancia al rallentatore attraverso l'aria, durante la sequenza dell'audizione, è stata interpretata da Sharon Shapiro, una ginnasta.
Adrian Lyne non fu il primo regista contattato per il film. Prima di lui la pellicola fu offerta a David Cronenberg, che rifiutò, e a Brian De Palma, che però era già impegnato nelle riprese di Scarface.
Nella scena della gara di pattinaggio sul ghiaccio dell'amica di Alex, Jeanie, il brano che accompagna la sequenza è Gloria, successo di Umberto Tozzi, interpretata da Laura Branigan.

## Colonna sonora
Il brano portante della pellicola, Flashdance... What a Feeling, vinse l'Oscar come miglior canzone del 1983. Composta da Giorgio Moroder (musiche) e Keith Forsey (parole) e interpretata da Irene Cara, diventò una hit rastrellando anche altri premi tra i quali il Golden Globe.
Un altro successo tratto dal film, Maniac di Michael Sembello, ispirata al film horror omonimo, fu pure candidato all'Oscar.
Fra le altre canzoni incluse nella colonna sonora ci sono anche Lady, Lady, Lady di Joe Esposito, I'll Be Here Where The Heart Is di Kim Carnes e Love Theme from Flashdance di Helen St. John.
Track list completa:
- 1 - Flashdance... What a Feeling - Irene Cara
- 2 - He's a Dream - Shandi
- 3 - Love Theme from Flashdance - Helen St. John
- 4 - Manhunt - Karen Kamon
- 5 - Lady, Lady, Lady - Joe Esposito
- 6 - Imagination - Laura Branigan
- 7 - Romeo - Donna Summer
- 8 - Seduce Me Tonight - Cycle V
- 9 - I'll Be Here Where The Heart Is - Kim Carnes
- 10 - Maniac - Michael Sembello

## Distribuzione
La pellicola è stata distribuita nelle sale cinematografiche statunitensi nell'aprile del 1983. In Italia è stata presentata in anteprima, il 1º settembre dello stesso anno, alla 40ª Mostra internazionale d'arte cinematografica di Venezia nella sezione "Venezia Notte".

### Data di uscita
Alcune date di uscita internazionali nel corso degli anni sono state:
- 15 aprile 1983 negli Stati Uniti (Flashdance)[8]
- 30 giugno 1983 nel Regno Unito (Flashdance)
- 14 luglio 1983 nei Paesi Bassi (Flashdance)
- 16 luglio 1983 in Giappone (フラッシュダンス)
- 5 agosto 1983 in Australia (Flashdance)
- 2 settembre 1983 in Germania Ovest (Flashdance)[9]
- 14 settembre 1983 in Francia (Flashdance)
- 27 ottobre 1983 in Italia[10]
- 11 novembre 1983 in Portogallo (Flashdance)

## Accoglienza

### Incassi
Il film ha avuto un enorme successo al botteghino: ha incassato circa 90 milioni di dollari nel solo mercato statunitense per poi arrivare, a livello mondiale, a un totale di 201 milioni di dollari.. In Italia è stata la pellicola di maggior successo della stagione cinematografica 1983-1984.

### Critica
All'uscita nelle sale Flashdance fu stroncato da molti critici. Roger Ebert lo mise nella sua lista dei film più odiati, commentando: "Flashdance è come un film che ha vinto 90 minuti di shopping gratis al supermercato di Hollywood. Il regista e i suoi collaboratori hanno corso all'impazzata lungo le corsie prendendo un pezzo di La febbre del sabato sera, una fetta di Urban Cowboy, un quarto di Marty e un chilo di Archie Bunker's Place. Il risultato è grandi musiche e balli, senza alcun significato". Ebert evidenzia anche come il percorso di vita di Jennifer Beals fosse più interessante di quello del personaggio che interpretava.
La Haliwell's Film Guide gli assegnò una sola stella su quattro. Il settimanale The New Yorker criticò il film come «Una serie di videoclip rock», mentre The Guardian lo liquidò come «Un successo ridicolo». La sceneggiatura del film fu candidata al Razzie Award. Si criticò anche il fatto che Michael Nouri, avendo 38 anni, fosse troppo grande per avere una relazione sentimentale con Jennifer Beals, di diciotto anni più giovane.
Su Rotten Tomatoes Flashdance detiene un rating del 36% basato su 44 recensioni. Il consenso del sito recita: "Tutto stile e pochissima sostanza, Flashdance vanta sequenze di danza accattivanti - e beneficia di una affascinante performance di Jennifer Beals - ma la sua narrativa è piatta".
In Italia Morando Morandini e Pino Farinotti hanno assegnato nei loro dizionari di cinema rispettivamente due e tre stelle (su cinque) al film.

## Riconoscimenti
- 1984 - Premio Oscar
  - Miglior canzone (Flashdance... What a Feeling) a Giorgio Moroder, Keith Forsey e Irene Cara
  - Candidatura Migliore fotografia a Donald Peterman
  - Candidatura Miglior montaggio a Bud S. Smith e Walt Mulconery
  - Candidatura Miglior canzone (Maniac) a Michael Sembello e Dennis Matkosky
- 1984 - Golden Globe
  - Miglior colonna sonora a Giorgio Moroder
  - Miglior canzone (Flashdance... What a Feeling) a Giorgio Moroder, Keith Forsey e Irene Cara
  - Candidatura Miglior film commedia o musicale
  - Candidatura Miglior attrice in un film commedia o musicale a Jennifer Beals
  - Candidatura Miglior canzone (Maniac) a Michael Sembello e Dennis Matkosky

- 1984 - Premio BAFTA
  - Miglior montaggio a Bud S. Smith e Walt Mulconery
  - Candidatura Miglior canzone (Flashdance... What a Feeling) a Giorgio Moroder, Keith Forsey e Irene Cara
  - Candidatura Miglior colonna sonora a Giorgio Moroder
  - Candidatura Miglior sonoro a James E. Webb, Robert Knudson, Robert Glass e Don Digirolamo

## Influenza culturale
- Nel 2003 il videoclip per la canzone di Jennifer Lopez I'm Glad, diretto dal fotografo e regista statunitense David LaChapelle, ha generato dei problemi di diritti d'autore fra la Sony Music (etichetta della Lopez) e la Paramount Pictures (detentrice dei diritti del film). Il video rappresenta infatti la cantante che riproduce con precisione alcune scene del film: stessi costumi, stesse coreografie, stesse inquadrature. Nonostante nelle intenzioni si trattasse, come dichiarato dalla Lopez, di un tributo al film, la Sony perse la causa e dovette pagare una penale alla Paramount per l'uso di quelle coreografie e immagini nel videoclip.[16][17]

- Nel 2022 la celebre scena del provino di danza viene riprodotta quasi interamente nell'ultimo episodio della quarta stagione della serie televisiva italiana Boris, in una scena dove il protagonista, il regista René Ferretti, tenta con successo un accordo con il team piattaforma online per evitare conseguenze penali a causa dell'avere pubblicato materiale di proprietà della piattaforma stessa senza consenso.

## Sequel
A lungo si pensò a un possibile sequel del film e nel 2001 ne venne annunciata la rappresentazione teatrale con nuove canzoni di Giorgio Moroder, ma il progetto venne poi abbandonato anche per il rifiuto della stessa Jennifer Beals, contraria al progetto nonostante i molti soldi che le vennero offerti.

## Musical
Nella stagione teatrale 2010-2011 la Stage Entertainment ha prodotto la versione italiana teatrale del musical Flashdance in tour in Italia. Il ruolo di Alex Owens è stato interpretato da Simona Samarelli, poi sostituita da Marta Belloni a causa di un infortunio, e il ruolo di Nick Hurley è stato affidato a Filippo Strocchi.